# Châtellenot
Châtellenot ist eine französische Gemeinde mit 163 Einwohnern (Stand 1. Januar 2022) im Département Côte-d’Or in der Region Bourgogne-Franche-Comté. Sie gehört zum Arrondissement Beaune und zum Kanton Arnay-le-Duc.
Nachbargemeinden sind Chailly-sur-Armançon im Norden, Thoisy-le-Désert im Osten, Essey im Südosten, Clomot im Süden und Arconcey im Westen.

## Bevölkerungsentwicklung
| Jahr                       | 1962 | 1968 | 1975 | 1982 | 1990 | 1999 | 2008 | 2015 |
| -------------------------- | ---- | ---- | ---- | ---- | ---- | ---- | ---- | ---- |
| Einwohner                  | 167  | 163  | 158  | 144  | 148  | 158  | 145  | 145  |
| Quellen: Cassini und INSEE |      |      |      |      |      |      |      |      |

## Sehenswürdigkeiten

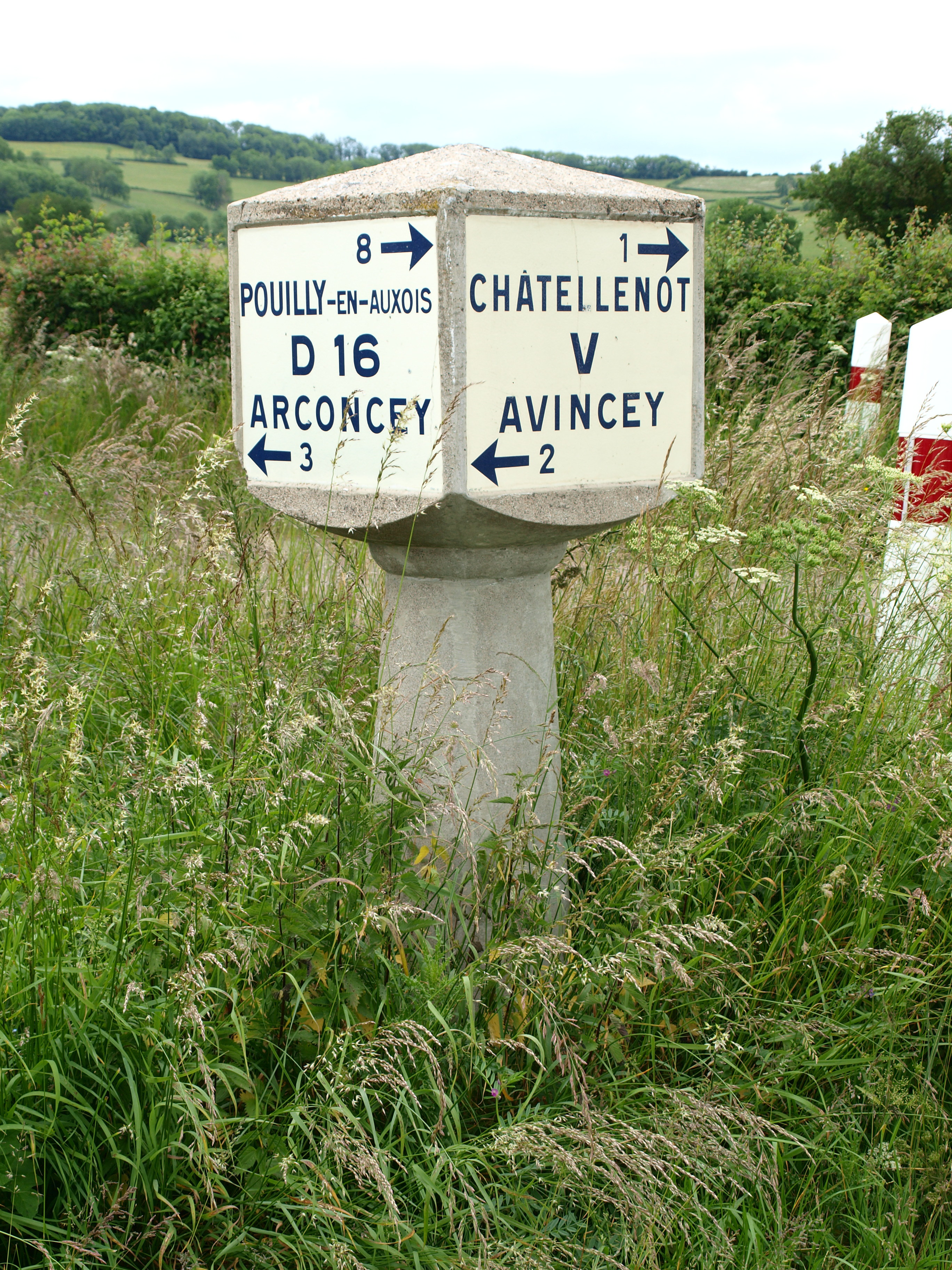
Michelin-Beschilderung bei Châtellenot
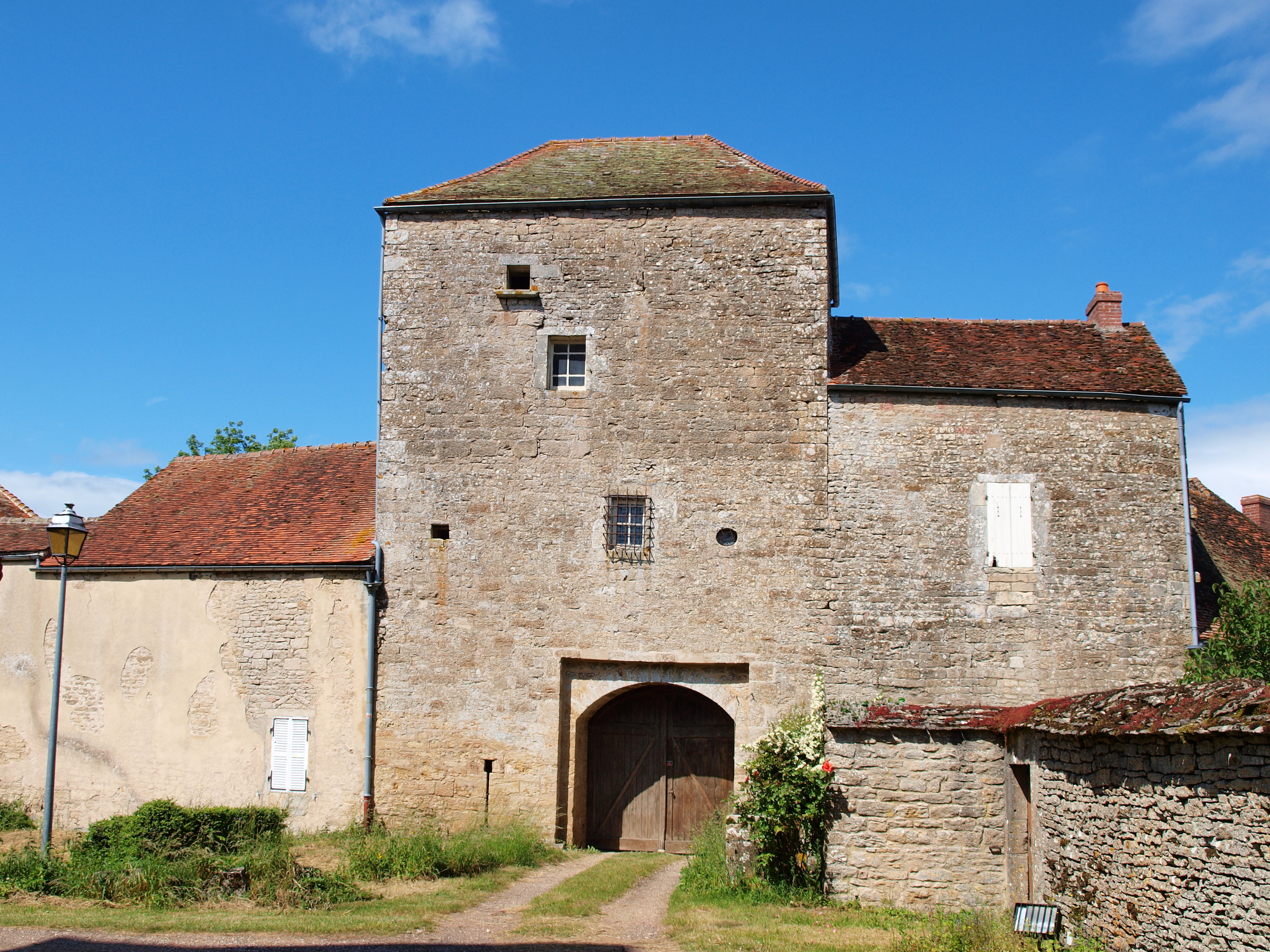
Schloss von Châtellenot
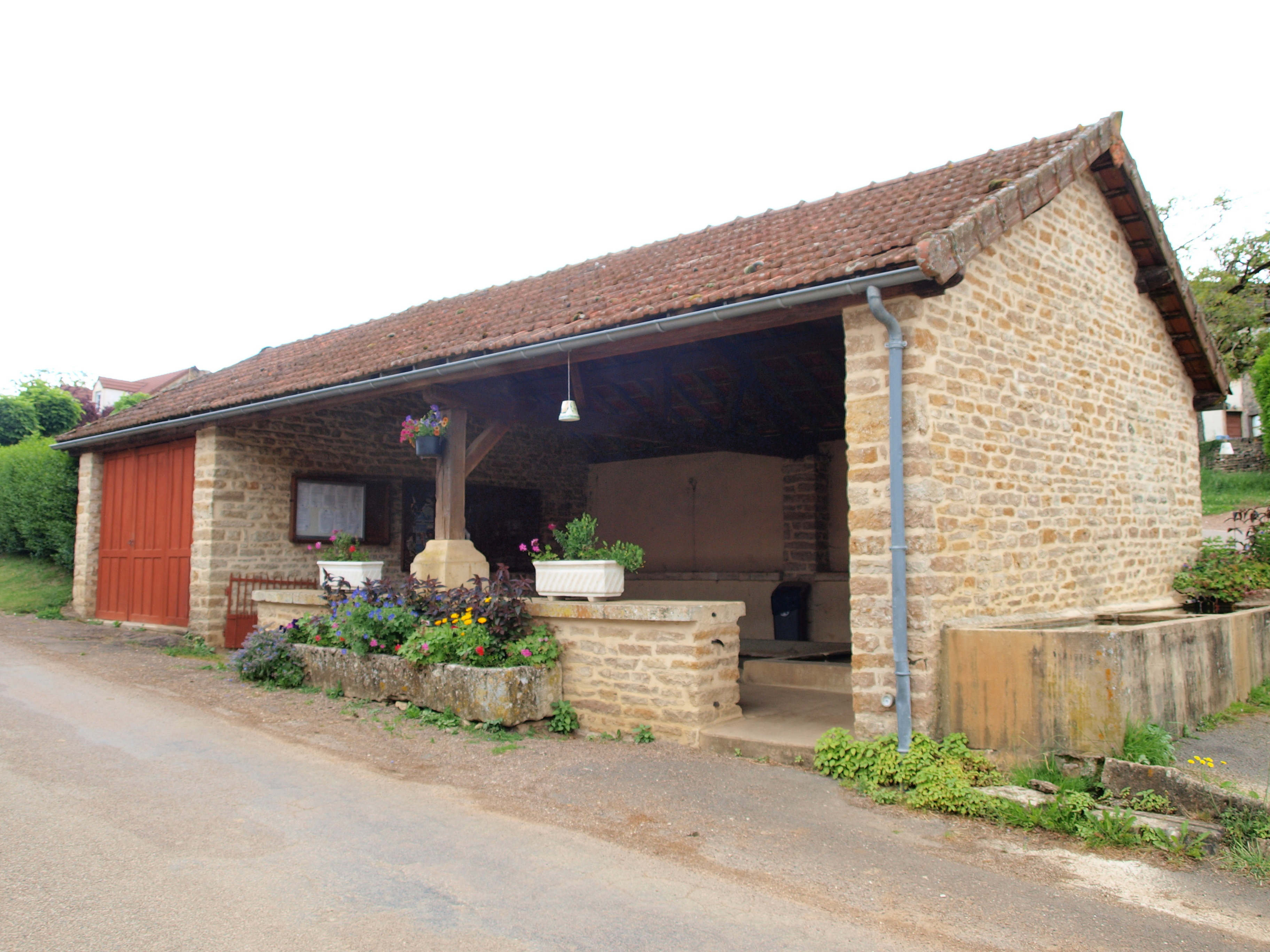
Lavoir
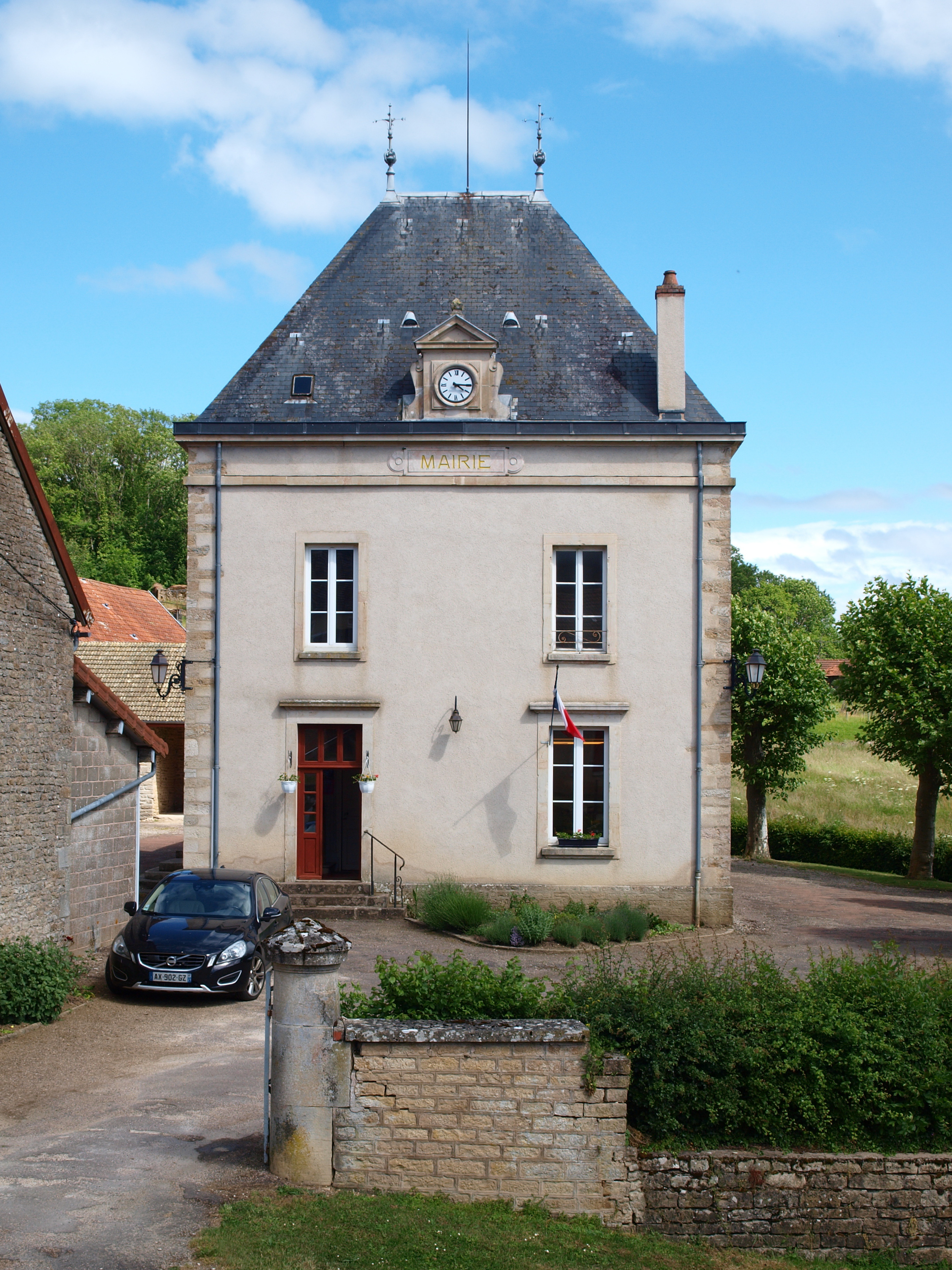
Mairie Châtellenot
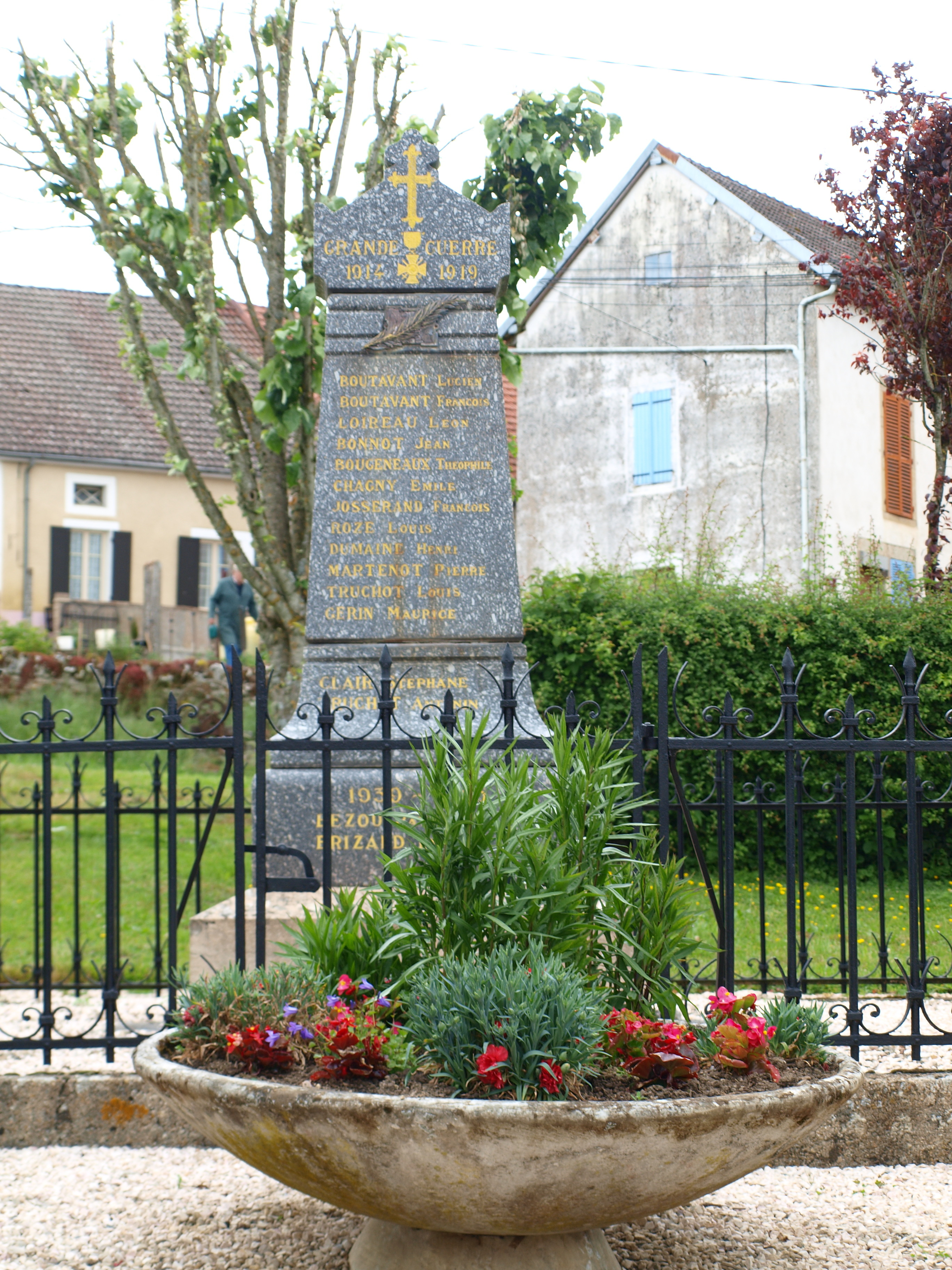
Kriegerdenkmal
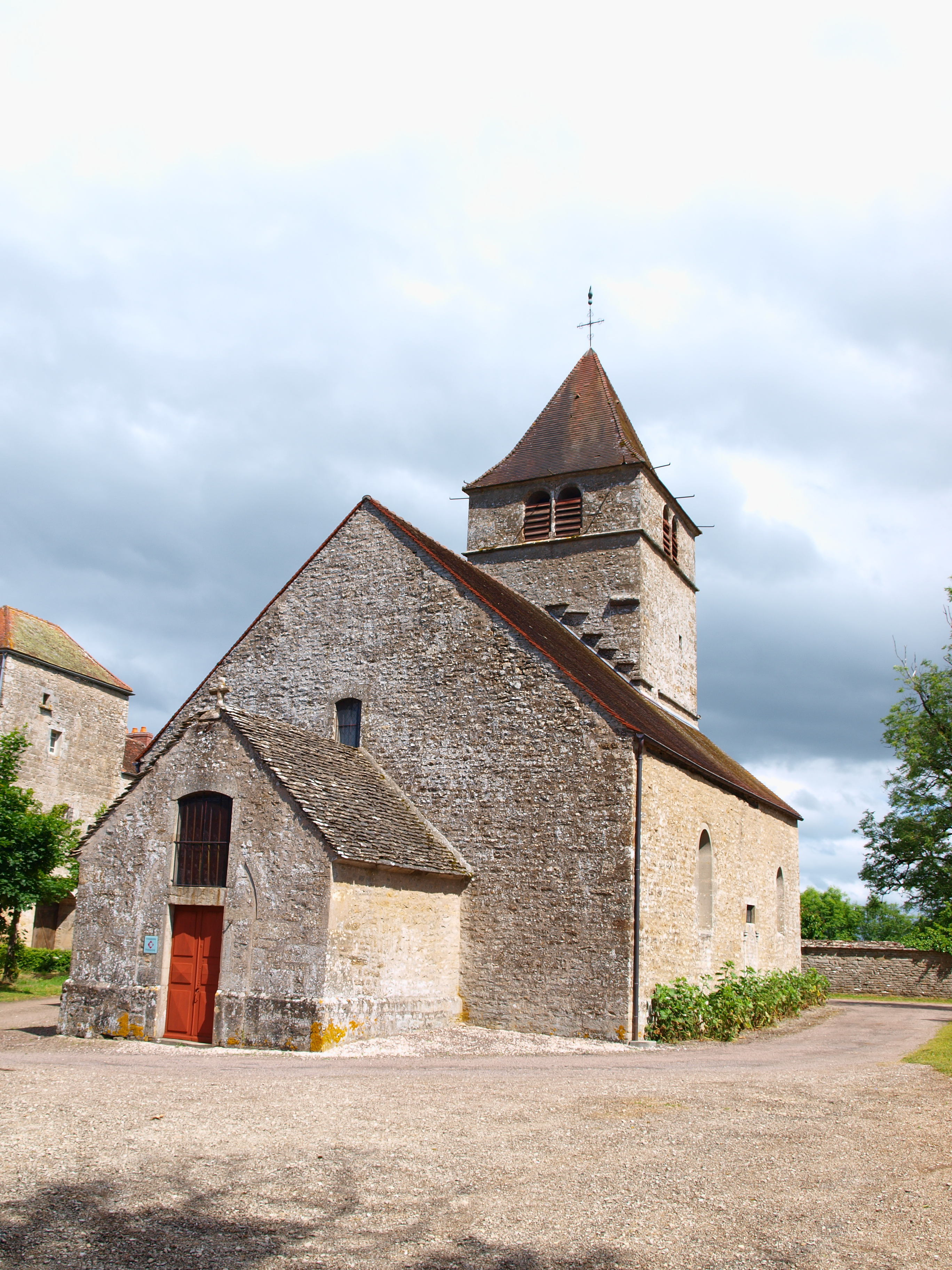
Kirche Saint-Pierre
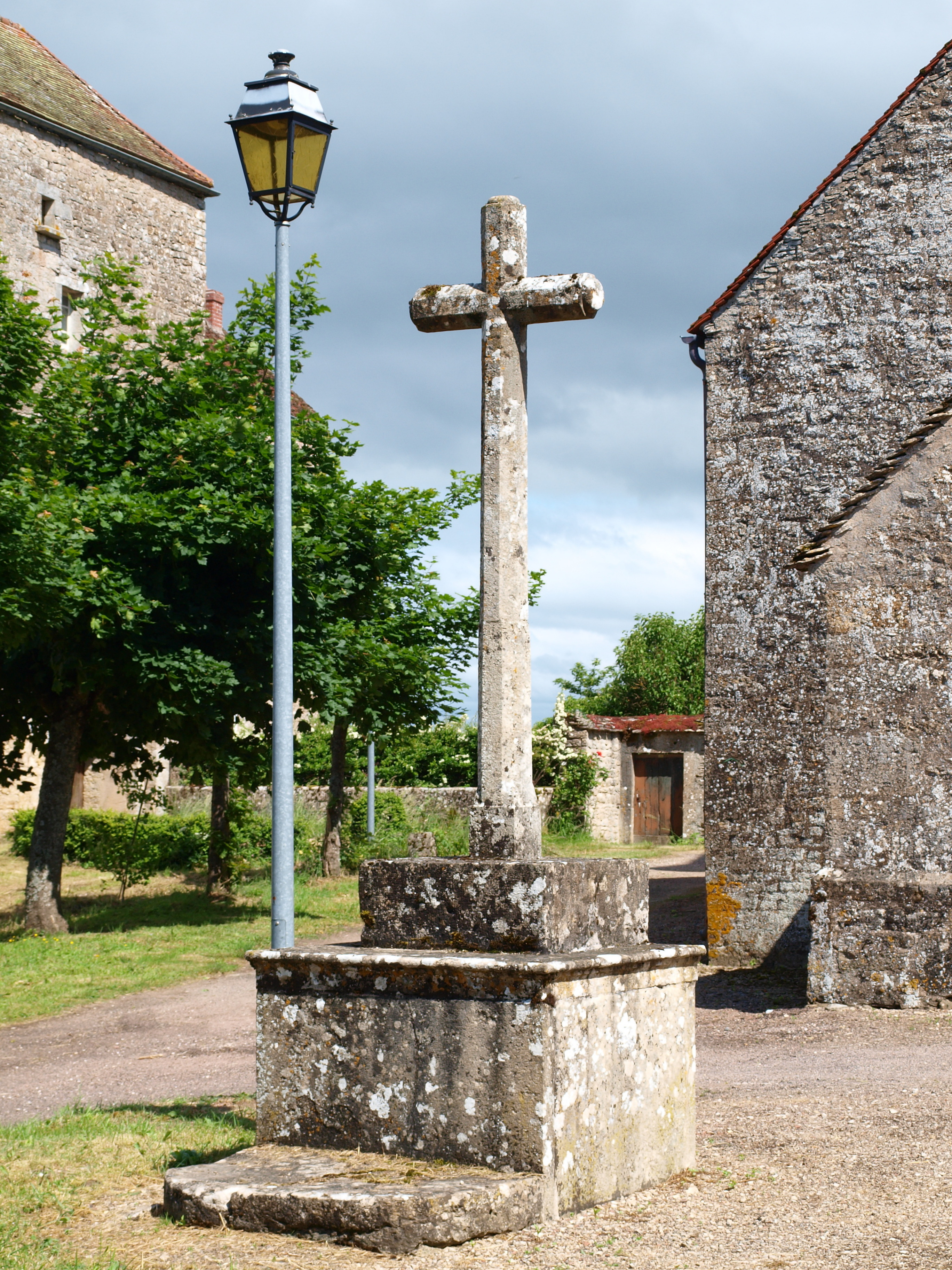
Flurkreuz